# László Böröcz
László Böröcz (maďarsky Böröcz László; * 11. listopadu 1983, Szombathely) je maďarský ekonom a pravicový politik, mezi lety 2018 a 2022 poslanec Zemského sněmu za stranu Fidesz – Maďarská občanská unie, v letech 2015 až 2019 předseda mládežnické organizace Fidelitas. 

## Biografie
Narodil se v roce 1983 ve městě Szombathely v tehdejší Maďarské lidové republice (MLR). Dětství strávil společně s pěti sourozenci ve městě Gencsapáti v župě Vas. Středoškolská studia absolvoval na Czuczor Gergely Bencés Gimnázium v Győru, poté studoval ekonomii na Budapesti Corvinus Egyetem v Budapešti. 

### Politická kariéra
V roce 2003 se stal členem Fidelitas, mládežnické organizace pravicové strany Fidesz – Maďarská občanská unie. Roku 2009 se stal jejím výkonným místopředou, posléze mezi lety 2015 a 2019 byl i předsedou. 
Od roku 2012 byl po dobu dvou let odborným poradcem předsednictva vlády (Miniszterelnökség) tehdejší druhé vlády Viktora Orbána.
V komunálních volbách v roce 2014 zastupitelem budapešťského V. obvodu (Belváros-Lipótváros) a do roku 2018 zastával i funkci místostarosty. 
V parlamentních volbách roku 2018 kandidoval na 16. místě celostátní kandidátní listiny pravicové koalice Fidesz–KDNP, ze které byl zvolen poslancem Zemského sněmu. V parlamentu byl členem legislativního výboru, rozpočtového výboru a výboru pro udržitelný rozvoj.
V komunálních volbách v roce 2024 kandiduje na starostu I. obvodu (Budavár) a zároveň na 3. místě kandidátní listiny pravicové koalice Fidesz–KDNP do zastupitelstva hlavního města Budapešti.